# Theron Catlen Bennett
Theron Catlen Bennett (9. července 1879 Missouri - 6. dubna 1937 Los Angeles) byl americký pianista, skladatel ragtime a hudební vydavatel.
Narodil se v Pierce City v Missouri, v roce 1902 absolvoval školu, která je nyní New Mexico State University. Pracoval pro společnost Victor Kramer Co., která vydala některé z jeho raných skladeb. Stal se hudebním vydavatelem a později vlastníkem řetězce hudebních obchodů. Jednoho času řídil Dutch Mill Cafe, slavné místo setkávání hudebníků a umělců v Denveru v Coloradu. Na počátku 20. let 20. století žil v oblasti Los Angeles, kde založil jazzovou skupinu složenou ze studentů USC. Zemřel v Los Angeles.

## Vybrané kompozice
- Pickaninny Capers (1903)
- St. Louis Tickle (1904) [jako "Barney & Seymore", obvykle přičítáno Bennettovi]
- Sweet Pickles (1907) [jako George E. Florence]